# Tropicana Products
Tropicana Products, Inc. är ett amerikanskt multinationellt livsmedelsföretag som tillverkar och säljer fruktdrycker och juicer. Deras produkter säljs i ett sextiotal länder världen över. De är ett dotterbolag till det globala livsmedelskoncernen Pepsico, Inc.
Företaget grundades 1947 av Anthony T. Rossi. 1969 blev det ett publikt aktiebolag och började handlas på New York Stock Exchange (NYSE). 1978 förvärvade Beatrice Foods Tropicana. Tio år senare sålde man Tropicana vidare till spritdryckestillverkaren The Seagram Company för $1,2 miljarder. 1998 köpte Pepsico företaget för $3,3 miljarder.
Tropicana äger också namnrättigheterna till inomhusarenan Tropicana Field i Saint Petersburg i Florida. De förvärvade rättigheterna 1996 och kontraktet sträcker sig till 2026.
De har sitt huvudkontor i Chicago i Illinois och hade 2011 en omsättning på $6 miljarder.